# AMNESIA
『AMNESIA』（アムネシア）は、アイディアファクトリー（オトメイト）より2011年8月18日に発売されたPlayStation Portable・PlayStation Vita・iOS・Android・Nintendo Switch用乙女ゲーム。

## 概要
ファンディスクとして、2012年3月15日に『AMNESIA LATER』（アムネシア・レイター）が、2013年4月18日に『AMNESIA CROWD』（アムネシア・クラウド）が、2014年5月22日に『AMNESIA World』（アムネシア・ワールド）がそれぞれ発売された。モバイル向けとして2013年2月8日にApp StoreとGoogle Playで『アムネシア for iOS & Android』、2013年12月3日に『アムネシア LATER for iOS & Android』が、2013年12月6日にスマートフォン用GREEで『AMNESIA for GREE』が配信されている。2013年12月19日に第1作のPS Vita移植版『AMNESIA V Edition』（アムネシア ブイ エディション）が発売された。2014年10月16日にファンディスクのPS Vita移植版『AMNESIA LATER×CROWD V Edition』（アムネシア レイター×クラウド ブイ エディション）が発売された。また、海外向けにAMNESIA V EditionのMicrosoft Windows版、『Amnesia: Memories』（アムネシア・メモリーズ）が2015年8月に発売された。また、新たなモバイル向けとして2016年3月6日に『アムネシア CROWD for iOS ＆ Android』が配信された。2019年9月12日に第1作のNintendo Switch移植版『AMNESIA for Nintendo Switch』、10月3日にファンディスクのNintendo Switch移植版『AMNESIA LATER×CROWD for Nintendo Switch』が発売され、2021年8月19日には「World」のNintendo Switch移植版『AMNESIA World for Nintendo Switch』が発売された。

2013年1月から3月までテレビアニメが放送された。
なお、タイトルロゴは「S」だけ反転している。

## 世界観
並行世界に攻略キャラクターごとの世界（ハートの世界、クローバーの世界など）が存在している。基本的なキャラクター設定は共通しているが、世界によってキャラクター同士の人間関係が異なっている。太字は世界ごとの主軸となる人物。
アニメ版は#アニメ世界観を参照。
ハートの世界
シン - 幼なじみ兼恋人
イッキ - 旅行先で会った大学生
ケント - 旅行先で会った大学院生
トーマ - 幼なじみ

スペードの世界
シン - バイト先の先輩
イッキ - バイト先の先輩兼恋人
ケント - イッキの親友
トーマ - 義理の兄

クローバーの世界
シン - トーマの弟
イッキ - ケントの親友
ケント - 恋人兼主人公、サワ、ミネ達の元講師
トーマ - シンの兄

ダイヤの世界
シン - 幼なじみ
イッキ - バイト先の同僚
ケント - イッキの親友
トーマ - 幼なじみ兼偽恋人

ジョーカーの世界
シン - 幼なじみ、バイト先の同僚
イッキ - バイトの先輩
ケント - バイトの先輩
トーマ - 幼なじみ、バイト先の同僚
ウキョウ - この世界での重要人物

## 登場人物

### 主要人物
主人公（デフォルト名なし）
声 - 名塚佳織（テレビアニメ版のみ）
本作の主人公。19歳。心理学科の大学1年生。精霊のオリオンが彼女の精神にぶつかり、記憶喪失になってしまった。オリオンと共に記憶を取り戻そうとする。また彼から「記憶喪失になったことは隔離されかねないので、決して口外せず隠し通すように」と忠告される。しかし記憶がなくなり、自分の名前や以前の自分の性格・言動さえも分からなくなったため、常におどおどとした態度や敬語口調で接するため、周囲の人間に疑られつつも交流を深めていく。
シン（無愛想で一途なハート）
声 - 柿原徹也
18歳。高校3年生。予備校に通っている。11月30日生まれの射手座。A型。179cm。家族構成：父・母
主人公よりも年下だが誰に対しても無愛想で、少々ツンデレ気質。好物はメロンソーダと甘い卵焼き。嫌いな食べ物はセロリ。また犬が好き。
主人公とトーマとは幼馴染み。洞察力が高く、年上二人よりもしっかりした所もあり、甘やかすことを許さないスパルタ。
子供の頃に父親が殺人を犯し、そのことで周囲に迫害されたことから、年に不似合いなほど冷めた性格をしている。しかし実際は人の賑わう場所が好きで寂しがり屋。自らが想いを寄せる主人公との家族関係を打破したいために、色々と強引にことを運ぼうとする。
カードゲームが趣味でよくトーマと一緒に対戦する。陸上部の中距離リレー走者をしていた。
イッキ（女性を惑わす魅惑のスペード）
声 - 谷山紀章
22歳。経済学科会計学の大学4年生。6月1日生まれの双子座。AB型。182cm。
好きな食べ物は家庭料理全般で特に揚げ出し豆腐が好き。嫌いな食べ物は肉の脂身。
目があった異性は誰でも恋をしている気分にさせてしまうという特殊な目を持つ。そのため外では常にサングラスをかけている。
リカとは中学からの同級生で、自分の体質に興味を持つケントとは親友。また特殊体質により多数の女性に惚れられており、ファンクラブもできている。
バイトの先輩で主人公のお試し彼氏。女性関係にだらしない所から主人公に「自惚れないで」と怒鳴られる。特異体質のせいにして誠実な男女交際を諦め、刹那的な享楽を楽しむが本当は誰よりも“真実の愛”に憧れていた。
趣味はダーツ、ビリヤード、テーブルテニス、ケントの数学パズルで、女の子と遊んでるうちに趣味になった。過去にテニス部に所属していたが、現在はビリヤード部。19歳の妹がいる。
ケント（クールで合理的なクローバー）
声 - 石田彰
25歳。数学科ドクターコースの大学院生で秀才。合理的な考え方をする。9月23日生まれの天秤座。B型。190cm。家族構成：父・母
好きな食べ物はミネストローネで、嫌いな食べ物はカニ、栗。
イッキに難易度の高い数学パズルの問題を渡して勝負をしては楽しんでいる。また理屈だけで語れない周囲の人間を観察することもある。
冷たくて機械的なセリフから主人公と対立してしまう。無自覚に主人公に恋をしていたが、それに気付いても素直になれずに嫌味な物言いをしてしまう恋愛初心者。
趣味は数学パズルの作成、観察。 部活は何も入っていなかった。
トーマ（慈愛と狂気のダイヤ）
声 - 日野聡
20歳。大学2年生。4月12日生まれの牡羊座。B型。181cm。家族構成：父・母
どの世界でも主人公とシンの兄のような存在であるが、主人公を守るための手段は選ばない。
人当たりはいいが扱いづらいタイプで、心底信用した相手にも本音は中々見せない。「主人公とシンなしでは生きられない」と言うくらい二人を大切に思っている。しかし年頃のシンからはウザイなど言われ兄離れを寂しく思っている。
主人公の記憶喪失に気付かないフリをしながらも、イッキのファンクラブからの嫌がらせから守るために「自分が彼氏だ」と嘘をつく。また常に主人公を守りたいと思っており、そのためなら手段は選ばず、主人公への想いが強すぎるあまり精神が不安定になり、常軌を逸した行動に出ることもある。
趣味はバスケットボール、サイクリング、インターネット、テレビゲーム、読書、料理と多趣味。部活遍歴はサッカー部、放送部、弓道部、新聞部と何個も掛け持ちしていた。好きな動物は人間。
好きな食べ物は辛いもの全般で、嫌いな食べ物は生の果物全般。
ウキョウ（謎に満ちたジョーカー）
声 - 宮田幸季
24歳。3月3日生まれの魚座。O型。185cm。
本業はカメラマンで、写真を撮ることが好き。中性的で綺麗な顔立ちをしている。「冥土の羊」の常連客。
転々と様々な国に渡っているが、日本語以外は話せず、計算も苦手。判断基準が「死ぬかどうか」のため痛みや刺激物に対する反応が鈍い。
AMNESIAでは彼のルートまで攻略してやっと全ての謎が解ける本作のキーパーソン。
表ウキョウの趣味は変な柄のパンツ集め、みつあみの練習、人と話すこと。裏ウキョウの趣味は掃除、洗濯、人と話すこと。部活遍歴はトライアスロン同好会、チアリーディング部、フラダンス部、サッカー部、ラクロス部、アメフト部、カバティ部、ダンス部、美術部、乗馬部、弁論部（その他15の部活に在籍）。

### その他の人物
オリオン
声 - 五十嵐裕美
主人公のパートナーとなる精霊。外見年齢は10歳くらい。主人公の記憶が無くなった原因が自分にあると思っているため、記憶を取り戻す手伝いをする。姿は主人公以外には見えない。
元気で明るい性格である。記憶を取り戻すことも大切だが、それ以上に主人公が幸せに生きていけることを優先している心優しい面を持つ。
サワ
声 - 森谷里美
19歳。主人公の親友で同い年。賑やかでお喋りだが、親切で優しく頼りになる。おっちょこちょいでよく寝坊をしてバイトに遅刻しそうになる。
ミネ
声 - 阿久津加菜
18歳。主人公の1つ年下で高校3年生。恋敵には素っ気無い態度だが、違うとわかると人懐っこい面を見せる。
ワカ
声 - 高橋英則
主人公達のバイト先である「冥土の羊」の店長。鬼軍曹、オネエ、無口、アサシン、若など、彼のみ世界ごとに全く性格が違う。
リカ
声 - 吉田聖子
22歳。度派手な洋服をいつも着ている女性。イッキの同級生でファンクラブ会長であり、イッキに仇なす者は容赦なく排除しようとする。スペードの世界では1人がイッキを独り占めしないように付き合う期間が3カ月の取り決めを作り、毎日イッキとの過ごした時間を詳らかに綴った日報の提出を義務付けている。ダイヤの世界ではメンバーの行き過ぎた行動がイッキに知られ彼女共々主人公に対し謝罪した。ジョーカーの世界のみ主人公の親友。
イッキのファンクラブのメンバー
声 - 鳴海杏子、飯塚麻結、丸塚香奈
主人公に対し冷たく態度をとる女性達。場合によっては容赦なく陰湿な虐めを行うこともある。特に青い髪の女性は高圧的でリーダー的な存在。ダイヤの世界では主人公を虐める彼女達にトーマから恨まれていたが、後に彼女の過激な行動はイッキやリカに知られ主人公に対し謝罪することになる。
ルカ
声 - 細谷佳正
シスコン全開なリカのお兄さん。
新進気鋭の芸術家で、繊細な神経の持ち主。
芸術家をやっているためか美しいものに異様な執着をみせる。
ニール
声 - 吉田聖子
オリオンや精霊の創造主。人の願いを叶えることで力を得ている。生きている主人公に会いたいと思うウキョウの願いを叶えるためにウキョウと同化し、様々な世界を移動している。
アニメでは主人公が死ぬことに耐えられなくなったウキョウの苦悩を感じ取ったニールは応急処置として、主人公を他の世界へ飛ばしたが、主人公の精神体だけで飛ばすのが精一杯だったため力のコントロールを失ってしまい、結果主人公は様々な世界を巡ることとなった。終盤で主人公がウキョウの願いを叶えたおかげで力を取り戻し主人公の記憶を戻した。姿は天空に輝く光の精神体その者で、言葉を話す際にはオリオンを通じ会話する。

## 関連商品

### CD
ドラマCD
- AMNESIA ドラマCD 〜冥土の国のアムネシア〜（2011年9月28日）
- AMNESIA ドラマCD 〜AMNESIA OF THE DEAD〜（2012年4月18日）
- AMNESIA CROWD ドラマCD 〜執事とお嬢様〜（2013年12月18日）
- AMNESIA World ドラマCD 〜WELCOME TO CAT WORLD〜（2014年6月25日）

キャラクターCD
- アムネシア キャラクターCD シン&トーマ（2012年7月4日）
- アムネシア キャラクターCD イッキ&ケント（2012年8月1日）
- アムネシア キャラクターCD ウキョウ&オリオン（2012年9月5日）
- AMNESIA CROWD キャラクターCD シン&トーマ（2013年6月26日）
- AMNESIA CROWD キャラクターCD イッキ&ケント（2013年7月31日）
- AMNESIA CROWD キャラクターCD ウキョウ&オリオン（2013年8月28日）
- AMNESIA World キャラクターCD シン&トーマ（2014年7月2日発売）
- AMNESIA World キャラクターCD イッキ&ケント（2014年8月6日発売）
- AMNESIA World キャラクターCD ウキョウ&オリオン（2014年9月3日発売）
- AMNESIA World キャラクターCD ルカ&ノヴァ（2015年4月29日発売）

TVアニメ
- 「AMNESIA」ドラマCD ~嵐の山荘にて~（2013年2月27日）
- 「AMNESIA」ドラマCD ~ひとつ隣のアムネシア~（2013年4月24日）

音楽CD
- AMNESIA オリジナルサウンドトラック（2011年8月24日）
- AMNESIA SONG COLLECTION Remember（2012年5月23日）
- AMNESIA CROWD サウンドトラック PLUS（2013年4月24日）
- AMNESIA CHARACTER SONG COLLECTION（2014年3月26日）
- 薄桜鬼&AMNESIAコンサート2014 in ZEPP TOKYO Live（2015年3月4日）

### 書籍
ファンブック
- AMNESIA公式ビジュアルファンブック（2011年9月30日）
- AMNESIA LATER 公式ビジュアルファンブック（2012年7月2日）
- AMNESIA CROWD 公式ビジュアルファンブック（2013年7月1日）
- AMNESIA World Official Fan Book（2014年9月9日）

ストーリーブック
- オトメイトマガジン- AMNESIA ストーリーブック 上巻・下巻（2012年3月31日）

画集
- AMNESIA Art Works（2012年8月24日）
- AMNESIA Art Works 2（2013年12月6日）
- AMNESIA Art Works 3（2014年12月19日）
- AMNESIA PREMIUM SELECTION（2015年6月26日）

漫画
- IDコミックス「AMNESIAコミックアンソロジー」（2012年1月25日）
- B's-LOG COMICS「AMNESIA 1st part」（2012年9月1日）
- B's-LOG COMICS「AMNESIA 2nd part」（2012年11月1日）
- B's-LOG COMICS「AMNESIA LATER」（2013年3月1日）
- B's-LOG COMICS「AMNESIA JOKER」（2013年6月1日）
- B's-LOG COMICS「AMNESIA CROWD」（2013年7月1日）
- B's-LOG COMICS「AMNESIA CROWD アンソロジー」（2013年11月30日）
- ぶんか社コミックス「AMNESIA LATER NEW WORLD」（2017年10月10日）

小説
- 「AMNESIA SHIN Ver.」（2013年5月27日）
- フィリア文庫「AMNESIA ~一途なハート・スペードの誘惑~」（2013年7月31日）
- フィリア文庫「AMNESIA ~怜悧なクローバー・ダイヤの慈愛~ 」（2013年8月31日）
- フィリア文庫「AMNESIA ~彷徨うジョーカー~ 」（2013年9月30日）
- 「AMNESIA IKKI Ver.」（2013年11月22日）
- 「AMNESIA KENT Ver.」（2013年11月22日）
- 「AMNESIA TOMA ver.」（2014年2月14日）
- 「AMNESIA UKYO ver. 」（2014年5月23日）
- オトメイトノベル「AMNESIA LATER Shin ＆ Toma編」（2015年5月20日）
- オトメイトノベル「AMNESIA LATER IKKI & KENT編」（2015年9月20日）
- オトメイトノベル「AMNESIA LATER UKYO ＆ ORION編」（2016年2月20日）
- オトメイトノベル「AMNESIA MARRY IKKI ＆ KENT編」（2017年5月25日）

CD付き書籍
- AMNESIA 名言集（2012年4月20日）
- AMNESIA LATER 名言集（2012年6月22日）
- オトメイト応援CD「AMNESIA シン編」（2013年10月25日）
- AMNESIA CROWD 名言集（2013年11月22日）
- オトメイト応援CD「AMNESIA トーマ編」（2014年1月20日）
- オトメイト応援CD「AMNESIA イッキ編」（2014年8月8日）
- オトメイト応援CD「AMNESIA ケント編」（2014年8月8日）
- AMNESIA World 名言集（2014年8月25日）
- キャラクタードラマCDBOOK「AMNESIA ウキョウ＆ノヴァ編」（2014年11月14日）
- キャラクタードラマCDBOOK「AMNESIA イッキ＆ケント編」（2014年11月14日）
- キャラクタードラマCDBOOK「AMNESIA シン＆トーマ編」（2014年12月19日）

ゲームハード解説本
- How to use PlayStation®Vita with AMNESIA（2014年1月10日）

### アプリ
- オトメイトちびキャラダイアリー アムネシアセット（2013年9月12日）
- セフィロト〜時の世界樹〜
- 嫁コレ

### 絵ノベル
- 絵ノベル AMNESIA（2014年2月18日）
  - パピレスの電子貸本Renta!で配信されている電子書籍[6]。ゲーム版のシナリオを書籍化したものであり、選択肢などは入らず、キャラクター一人ごとのシナリオのみの収録。ルートごとで販売されている。物語が展開されている場所やセリフをしゃべっているキャラクター画像など、作中の情報を可能な限りビジュアル化し、文章とともに常時表示させている。ボイス付きのものとそうではないものとがあり、ボイス付きのものもボイスなしに切替可能である。

## 主題歌
AMNESIA
（全作詞・作曲 - 砂月）
オープニングテーマ「AWAKE UPPER REGION Ver」
編曲 - 万葉 / 歌 - 砂月
エンディングテーマ「SYMPATHY」
編曲 - Shinri Fukui / 歌 - 砂月
AMNESIA LATER
（全作詞 - rino）
オープニングテーマ「始まりの記憶」
作曲・編曲 - 安瀬聖 / 歌 - 織田かおり
エンディングテーマ「永遠の一秒」
作曲 - 増谷賢 / 編曲 - 戸田章世 / 歌 - 織田かおり
AMNESIA CROWD
（全作詞 - rino）
オープニングテーマ「暁のバタフライ」
作曲・編曲 - 東タカゴー / 歌 - 織田かおり
エンディングテーマ「君と愛になる」
作曲 - rino / 編曲 - chokix / 歌 - 織田かおり
エンディングテーマ「君と一緒に」
作曲 - rino / 編曲 - chokix / 歌 - mao
AMNESIA V Edition
（全作詞 - rino /作曲・編曲 - MANYO）
オープニングテーマ「Reverberation」
歌 - 織田かおり
エンディングテーマ「深愛なる物語」
歌 - 織田かおり
AMNESIA World
（全作詞 - rino）
オープニングテーマ「追想カノン」
作曲・編曲 - MANYO / 歌 - 織田かおり
エンディングテーマ「心温」
作曲・編曲 - 戸田章世 / 歌 - 織田かおり

## テレビアニメ
2013年1月から3月まで、TOKYO MXほかにて放送された。

### スタッフ
- 原作 - オトメイト（アイディアファクトリー/デザインファクトリー）
- 総合監修 - アイディアファクトリー/デザインファクトリー、島れいこ、山口みきはる、中村奈緒
- 監督 - 大橋誉志光
- シリーズ構成・脚本 - 待田堂子
- キャラクター原案 - 花邑まい
- キャラクターデザイン・総作画監督 - 吉川真帆
- 美術 - 河野次郎
- 色彩設計 - 梅崎ひろこ
- 撮影 - 館信一郎
- 編集 - 池田康隆
- 音楽 - 出羽良彰
- 音響監督 - 飯田里樹
- チーフプロデューサー - 小倉充俊
- プロデューサー - 春原恵太郎、林洋平、山崎史紀、新宿五郎、山崎明日香、岩崎卓
- アニメーションプロデューサー - 小沢十光
- アニメーション制作 - ブレインズ・ベース
- 製作 - 「AMNESIA」製作委員会（ジェネオン・ユニバーサル・エンターテイメント、ムービック、ショウゲート、ダックスプロダクション、エー・ティー・エックス、フロンティアワークス）

### 主題歌（アニメ）
オープニングテーマ「Zoetrope」
作詞・歌 - やなぎなぎ / 作曲・編曲 - 齋藤真也
第12話では未使用。
エンディングテーマ
「Recall」（第1話 - 第11話）
作詞 - 川田まみ / 作曲・編曲 - 井内舞子 / 歌 - Ray
「星々の渡り鳥」（第12話、OVA）
作詞・歌 - やなぎなぎ / 作曲・編曲 - 齋藤真也

### 各話リスト
| 話数 | 絵コンテ          | 演出           | 作画監督                                               |
| ---- | ----------------- | -------------- | ------------------------------------------------------ |
| I    | 大橋誉志光        | 小坂春女       | 吉川真帆                                               |
| II   | 大橋誉志光        | 小坂春女       | 本橋秀之                                               |
| III  | 今掛勇 大橋誉志光 | 江副仁美       | たむらかずひこ                                         |
| IV   | 今掛勇            | 今掛勇         | 松本健太郎                                             |
| V    | 松尾衡            | 島崎奈々子     | 小林利充                                               |
| VI   | 松尾衡            | 吉田りさこ     | たむらかずひこ、廣實愛                                 |
| VII  | 後藤圭二          | 菅原静貴       | 保戸木知恵、重本和佳子 松本健太郎                      |
| VIII | 今掛勇            | 城所聖明       | 郷津春奈、沓澤洋子 山田裕子                            |
| IX   | 今掛勇            | 江副仁美       | たむらかずひこ、廣實愛 熊田明子                        |
| X    | 今掛勇 大橋誉志光 | ふじいたかふみ | 松本健太郎、保戸木知恵 廣實愛、たむらかずひこ 吉川真帆 |
| XI   | 大橋誉志光        | 吉田りさこ     | たむらかずひこ、松岡秀明 廣實愛、郷津春奈              |
| XII  | 大橋誉志光        | 大橋誉志光     | 吉川真帆、松本健太郎 たむらかずひこ、廣實愛            |
| XIII | 大橋誉志光        | 松本マサユキ   | 吉川真帆、松岡秀明                                     |

### 放送局
| 放送地域 | 放送局             | 放送期間                | 放送日時           | 放送系列         | 備考                            |
| -------- | ------------------ | ----------------------- | ------------------ | ---------------- | ------------------------------- |
| 日本全域 | AT-X               | 2013年1月7日 - 3月25日  | 月曜 23:30 - 24:00 | アニメ専門CS放送 | 製作委員会参加 リピート放送あり |
| 東京都   | TOKYO MX           | 2013年1月8日 - 3月26日  | 火曜 24:30 - 25:00 | 独立局           |                                 |
| 兵庫県   | サンテレビ         | 2013年1月8日 - 3月26日  | 火曜 24:35 - 25:05 | 独立局           |                                 |
| 京都府   | KBS京都            | 2013年1月8日 - 3月26日  | 火曜 25:00 - 25:30 | 独立局           |                                 |
| 神奈川県 | tvk                | 2013年1月8日 - 3月26日  | 火曜 25:30 - 26:00 | 独立局           |                                 |
| 愛知県   | テレビ愛知         | 2013年1月8日 - 3月26日  | 火曜 25:35 - 26:05 | テレビ東京系列   |                                 |
| 日本全域 | BS11               | 2013年1月9日 - 3月27日  | 水曜 24:00 - 24:30 | BS放送           | ANIME+枠                        |
| 日本全域 | GYAO!              | 2013年1月9日 - 3月27日  | 水曜 25:00 更新    | ネット配信       | 最新話1週間無料                 |
| 日本全域 | ニコニコ生放送     | 2013年1月9日 - 3月27日  | 水曜 25:00 - 25:30 | ネット配信       | 無料配信                        |
| 日本全域 | ニコニコチャンネル | 2013年1月9日 - 3月27日  | 水曜 25:30 更新    | ネット配信       | 最新話1週間無料                 |
| 日本全域 | バンダイチャンネル | 2013年1月10日 - 3月28日 | 木曜 12:00 更新    | ネット配信       | 最新話1週間無料                 |
| 日本全域 | ShowTime           | 2013年1月10日 - 3月28日 | 木曜 12:00 更新    | ネット配信       | 最新話1週間無料                 |
| 日本全域 | ビデオマーケット   | 2013年1月16日 - 4月3日  | 水曜 25:00 更新    | ネット配信       | 最新話1週間無料                 |
| 日本全域 | アニメイトTV       | 2013年1月22日 - 4月9日  | 火曜 12:00 更新    | ネット配信       | 最新話1週間無料                 |

### アニメ世界観
原作ゲーム版とテレビアニメ版の設定が異なっている場合がある。
最初の世界
ハートの世界に来る前の世界で、主人公が記憶喪失直後オリオンと出会う。
シン - 幼なじみ、バイト先の同僚
イッキ - バイトの先輩
ケント - バイトの先輩
トーマ - 幼なじみ、バイト先の同僚
サワ - バイト先の同僚
ミネ - バイト先の後輩

ハートの世界
シン - 幼なじみ兼恋人
イッキ - 本人未登場、旅行先で会った大学生
ケント - 本人未登場、旅行先で会った大学院生
トーマ - 幼なじみ、バイト先の同僚
サワ - バイト先の同僚
ミネ - バイト先の後輩

スペードの世界
イッキ - バイト先の先輩兼恋人
ケント - イッキの親友
サワ - 主人公の親友、冥土の羊の客
ミネ - バイト先の後輩

クローバーの世界
ケント - 恋人
サワ - バイト先の同僚

ダイヤの世界
シン - 幼なじみ
イッキ - バイト先の先輩、トーマの親友
トーマ - 幼なじみ兼偽恋人、冥土の羊の元従業員
サワ - バイト先の同僚

ジョーカーの世界
シン - バイト先の同僚
イッキ - バイト先の先輩
ケント - バイト先の先輩
トーマ - バイト先の同僚
サワ - バイト先の同僚
ミネ - バイト先の後輩
ウキョウ - 恋人、ワカの友人

### Blu-ray / DVD
| 巻数 | 発売日        | 収録話          | 規格品番  | 規格品番  | 規格品番  | 規格品番  |
| 巻数 | 発売日        | 収録話          | BD初回版  | BD通常版  | DVD初回版 | DVD通常版 |
| ---- | ------------- | --------------- | --------- | --------- | --------- | --------- |
| 1    | 2013年3月27日 | 第1話 - 第2話   | GNXA-1501 | GNXA-1511 | GNBA-2081 | GNBA-2091 |
| 2    | 2013年4月24日 | 第3話 - 第4話   | GNXA-1502 | GNXA-1512 | GNBA-2082 | GNBA-2092 |
| 3    | 2013年5月29日 | 第5話 - 第6話   | GNXA-1503 | GNXA-1513 | GNBA-2083 | GNBA-2093 |
| 4    | 2013年6月26日 | 第7話 - 第8話   | GNXA-1504 | GNXA-1514 | GNBA-2084 | GNBA-2094 |
| 5    | 2013年7月31日 | 第9話 - 第10話  | GNXA-1505 | GNXA-1515 | GNBA-2085 | GNBA-2095 |
| 6    | 2013年9月25日 | 第11話 - 第12話 | GNXA-1506 | GNXA-1516 | GNBA-2086 | GNBA-2096 |

## ミュージカル
ミュージカル「AMNESIA」が2014年1月9日から19日（1月14日休演）にかけて銀座・博品館劇場にて初演が上演され、再演としてミュージカル「AMNESIA re:again」が2014年9月3日から10日にかけて全労済ホール／スペースゼロ、2014年9月20日から23日（9月22日休演）にかけて大阪ビジネスパーク円形ホールにて上演された。

### スタッフ
- 脚本 - 太田ぐいや
- 脚色・演出 - 吉谷光太郎
- 主催 - ミュージカル「AMNESIA」製作委員会

### キャスト（初演）
- シン - 栗原吾郎
- イッキ - 畠山遼
- ケント - 小林涼
- トーマ - 井澤勇貴
- ウキョウ - 磯貝龍虎
- オリオン - 山田諒
- 主人公 - 岩﨑愛
- ワカ - 高橋英則

### キャスト（再演）
- シン - 山崎大輝
- イッキ - 畠山遼
- ケント - 小林涼
- トーマ - 井澤勇貴
- ウキョウ - 磯貝龍虎
- オリオン - 山田諒
- 主人公 - 岩﨑愛
- ワカA - 高橋英則
- ワカB - 溝口謙吾

### 関連商品
DVD
- ミュージカル AMNESIA（2014年5月28日）
- ミュージカル「AMNESIA」re:again（2015年2月4日）

CD
- ミュージカル AMNESIA Vocal Collection（2015年2月4日）